# ブィリーナ

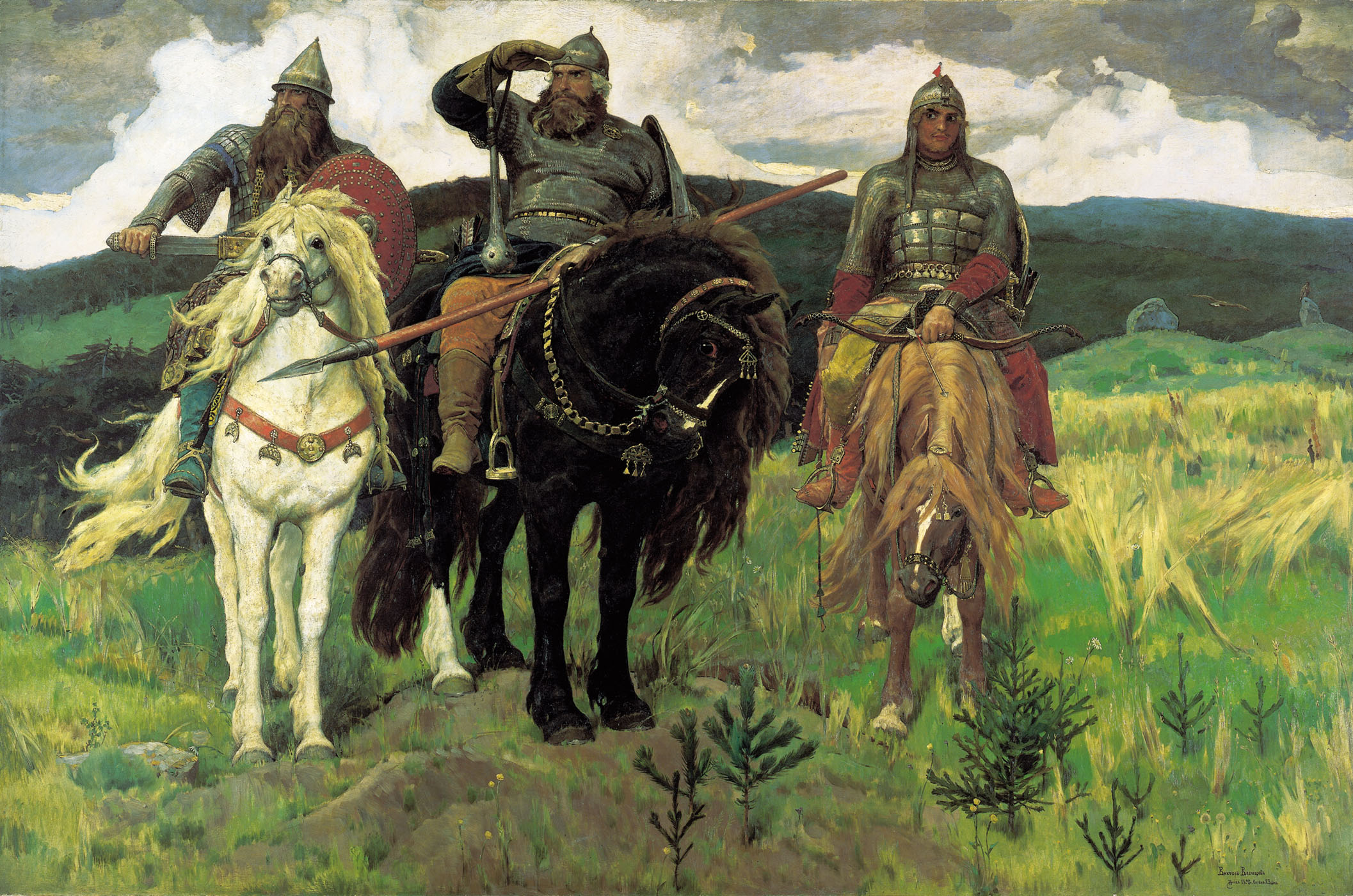
ヴィクトル・ヴァスネツォフ画「英雄たち」（1898年）。左からドブルィニャ・ニキーティチ、イリヤー・ムーロメツ、アリョーシャ・ポポーヴィチ。いずれもブィリーナに登場する勇士たちである。モスクワ、トレチャコフ美術館

ブィリーナ（露: были́на)は、ロシアに伝わる口承叙事詩。代表的なブィリーナとして、イリヤー・ムーロメツの物語がある。なお、日本語ではヴィリーナとも表記される。
現存する叙事詩のほとんどすべてが古ロシア語で書かれており、古ロシア文学の記念碑の1つである。

## 概要

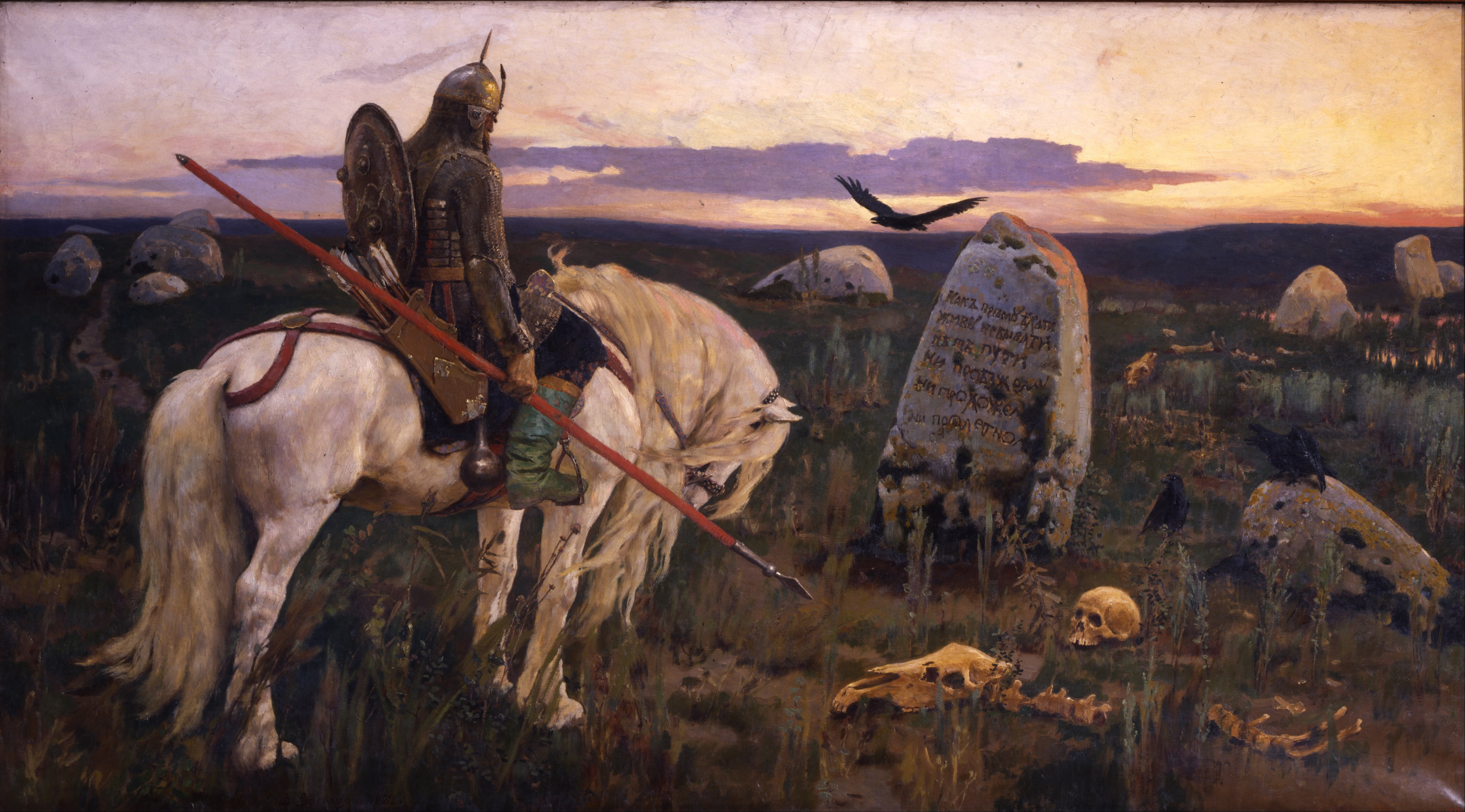
ヴィクトル・ヴァスネツォフ画「分かれ道に至った騎士」（1878年）。騎士（イリヤー）の前のメンヒルには「左に行けば馬を失い、右に行けば首を失う」と文字が彫られている。

ブィリーナは口承であるために、発生・成立がいつごろなのかについて、はっきりしたことは分からない。おおむね10世紀末から12世紀初頭にかけて、キエフ大公国の勃興・隆盛と時期を同じくして民衆の間でブィリーナは生まれたのではないかと考えられている。また、成立事情のほか、ブィリーナを創造・伝承した社会層やそのイデオロギーをめぐっても、さまざまな見解がある。
ブィリーナの存在が歴史的に確認されたのは、17世紀である。現代におけるブィリーナの「発見」は19世紀後半であり、以降、ロシアおよびソビエト連邦の研究家によってブィリーナの採録・研究がすすめられた。現在、およそ100の主題について2,000のブィリーナのテクストが知られる。
ブィリーナが集中的に残っていたのは北部ロシアであり、このほかシベリア、ドン川下流域などでも採録された。しかし、物語の主要な舞台であり、ブィリーナの成立にも関わると考えられているキエフをはじめ、ウクライナや中央ロシア、ノヴゴロドではほぼ口承が失われていた。これらの原因についても諸説あって定かでない。19世紀以降、口承が残っていた地域でも、採録が進んでテクストが充実したのとは逆に、口承の伝統そのものは衰微し、現在では事実上途絶えたものと見られる。
ブィリーナは韻文形式で伝承され、各行に二、三のアクセントを含み、独特のリズムを持つ。リズムや物語の細部は語り手によって差異が認められるが、特定の形容語句・決まり文句の多用や重要な場面で同一動作を三度繰り返すパターンなどが特徴として共通する。
ブィリーナの題材は、その多くがロシアの民族・国土を守って敵と戦う英雄を主人公としており、キエフ大公国を舞台として「太陽公」ウラジーミルに仕える勇士たちの活躍を描くものが中心的である。イリヤー・ムーロメツの物語は、そのなかでももっとも有名なものであり、イリヤーはブィリーナ最大の英雄とされている。このほか、キエフ・ルーシ以前のより古い時代からの由来を思わせる物語や12世紀ごろに栄えたノヴゴロドを舞台とする物語などが伝えられている。ブィリーナは、歴史歌謡のように具体的な史実そのものを描いたものではないが、そこにはかつてのロシア人の世界観、風俗習慣、文化が反映されており、史料としても貴重である。

## ブィリーナの歴史

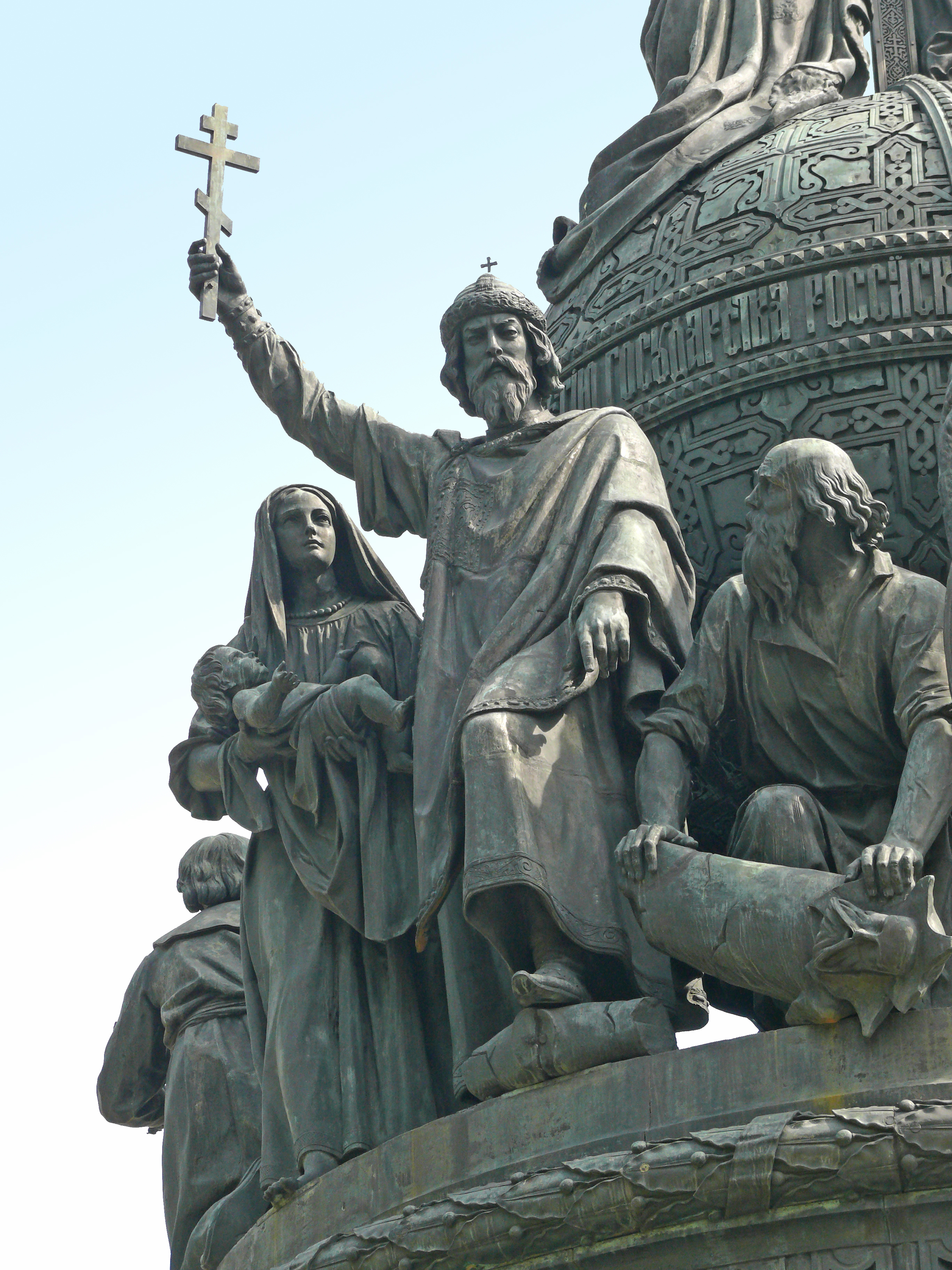
「ロシアの千年」記念像のウラジーミル1世（ノヴゴロド）

### 起源・成立
ブィリーナのテクストは17世紀以降から知られ、18世紀-19世紀にその最良の部分が採録された。それ以前は口承によって伝えられたため、古い形が知られておらず、ブィリーナがいつ発生したかについては仮説にとどまっている。
ブィリーナに登場する主要な英雄は20人あまり、物語の筋は100種ほどである。このなかで、キエフで「太陽の君」と呼ばれるウラジーミル公をめぐる勇士たちを主人公とするものが圧倒的に大きな比重を占める。このウラジーミル公を史実に当てはめようとしたとき、「聖公」と呼ばれたウラジーミル1世（955年? - 1015年）なのか、あるいはその曾孫に当たるキエフ大公ウラジーミル2世モノマフ（1053年 - 1125年）のいずれを指すのかについては議論が分かれている。いずれというよりも、むしろ二人の著名な公がキエフに本拠を置く全ロシアの支配者として普遍化されたともいえる。
このことから、10世紀から13世紀までのキエフ大公国の時期にブィリーナは形を整えたとする説が唱えられる。
一方、聖公ウラジーミル以前から原型が存在したとする説もある。また、現存するブィリーナのテクストには、モンゴル（ジョチ・ウルス）の支配に抵抗するロシア勇士の活躍が多く描かれており、13世紀から15世紀にかけての「タタールのくびき」の時代に生み出されたと考えられるものもあることから、ブィリーナの成立をもっと遅い時期とする説などがあって、論争に決着は付いていない。とはいえ、遅くとも11世紀を下らないころにブィリーナの古い形が存在していた、とする見解が多数を占めている。
また、ロシアの教育学者ウラジーミル・ポポノフは、12世紀ごろにキエフ大公国で成立した英雄叙事詩『イーゴリ軍記』の作者として、11世紀後半の伝説的詩人ボヤンを挙げ、ボヤンの名はロシア音楽にとって象徴的なものになり、ブィリーナ的叙事詩や英雄歌集の模範となったとしている。

### スコモローフ

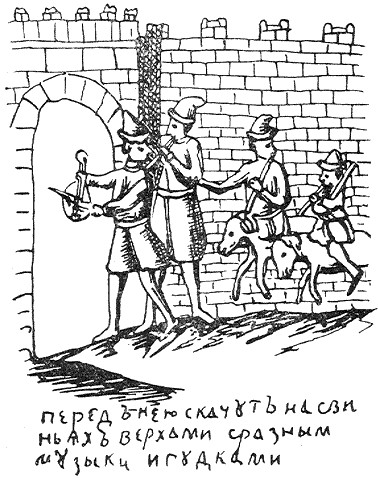
ルボークに見られる18世紀ロシアのスコモローフたち

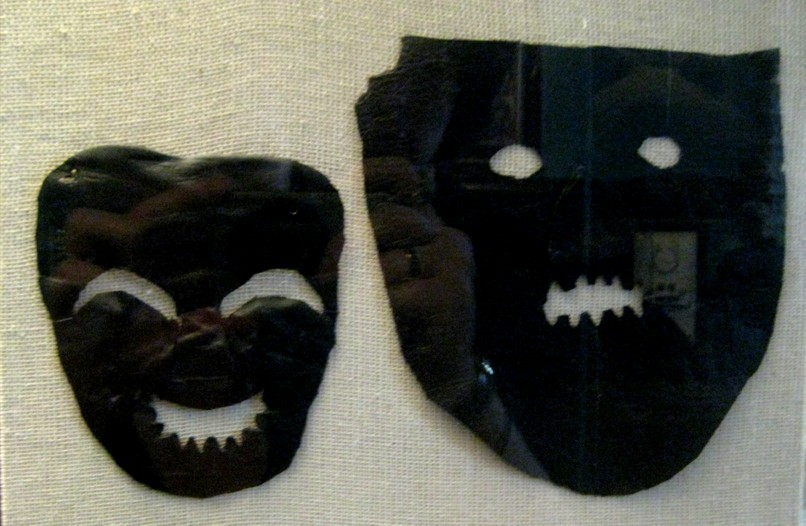
スコモローフが使用した面（革製、12 - 13世紀ごろ）

ブィリーナの担い手として、現在の研究家たちに広く支持されている説が、スコモローフ（放浪楽師、または漂泊楽師とも）と呼ばれる職業芸人がブィリーナを語っていたというものである。キエフを舞台とするブィリーナ「ドブルィニャ・ニキーティチとアリョーシャ・ポポーヴィチ」では、主人公ドブルィニャがスコモローフの扮装をし、グースリを奏でながら戦いの話などを語る場面があり、スコモローフがブィリーナの作者でもあったという推測がなされている。
スコモローフは、ビザンティン文化の流入とともにロシアに移住してきた芸人たちで、原始宗教の儀礼を司る魔術師、あるいは農耕儀礼の際に人々の先頭に立って歌ったり踊ったりした人間がその起こりだとされる。このため、彼らの演技・芸能は、ロシア正教会からは異教の文化を伝えるものと捉えられ、正教会はスコモローフを迫害した。また、スコモローフは当初、諸侯・貴族の宮殿や屋敷で養われて演技していたが、数を増すとともに民衆の中に入ってゆき、一般大衆の支持を受けるために次第に風刺的な内容が増えていった。権力者や聖職者を面白おかしく採り上げるようになったことで、スコモローフはツァーリや貴族からも迫害されるようになった。
1648年、モスクワ大公アレクセイの勅令によって、スコモローフの演技や楽器演奏が禁止された。スコモローフはロシアの中央地域から追放され、ウラル、シベリア、ヴォルガ川の中下流の左岸など辺境の地に移り住んだ。
こうしてスコモローフは都会を追われ、あるいは追及を逃れて地方へ向かったが、地方では演技を生業としていくことは困難であり、グースリやヴァイオリンなどの楽器演奏家や民衆劇の役者として一部が残ったほかはやがて姿を消していった。このような過程で、ブィリーナがスコモローフから地方の農民などに伝えられていったのではないかという。

### ブィリーナの「発見」と採録
ブィリーナの存在が歴史的に確認できるのは、17世紀に入ってからである。イギリスでR・ジェイムズが1619年から1620年にかけて残した手記にブィリーナの最初の数編が現れた。
本格的なブィリーナ集としてはキルシャ・ダニーロフによる『古代ロシア詩集』（1804年出版）が最初のものである。ダニーロフは、彼自身がスコモローフであり、1760年代にウラル地方あるいは西シベリアで活動し、ブィリーナを含む歌謡集を書き留めたとされる。『古代ロシア詩集』には26篇のブィリーナが収録されており、そのいずれもが高い完成度を示すのが特徴である。また、この詩集にはテクストだけでなく、メロディーも採譜されている。
19世紀に入り、ピョートル・キレエフスキイ（汎スラヴ主義思想家兄弟の弟）が1830年代にロシア各地の民謡を編み、これにもブィリーナが収録されていた。この民謡集が刊行されたのが1860年代であり、同じころ、北ロシアでブィリーナを採録して回ったのがパーヴェル・ルィブニコフ（1830年 - 1885年）である。ルィブニコフは1858年にモスクワ大学を卒業するが、革命をめざすグループに属していたことが発覚し、北部ロシアのペトロザヴォーツクへ流刑になる。1860年5月、地方官吏としてオネガ湖北岸地方への出張を命じられたルィブニコフは、船で湖の沖合の小島に一泊したとき、白髪の老人が土地の農民たちに「サトコ」（「サドコ」とも）のブィリーナを語っているのを聞いた。ルィブニコフは、老人の紹介によって他の語り手たちとも知り合い、165篇のブィリーナを採録して1861年から1867年にかけて4分冊として刊行した。
ルィブニコフの業績は、ロシアのフォークロア研究界に衝撃とともに疑念を持って迎えられた。首都ペテルブルクからさほど遠くないとはいえ、文字とは無縁の僻地と思われていた場所で、語りの伝統が命脈を保っていたとはにわかに信じられなかったのである。しかし、1871年にアレクサンドル・ギリフェルジングがオネガ地方に調査に入り、70人の語り手から270篇あまりのブィリーナを採録、1873年に『オネガ地方のブィリーナ』を公刊したことで、疑惑は消え去った。その後、ブィリーナはロシア民族全体の共有財産として収集、刊行されるようになる。ソビエト時代の1920年代後半からは、研究所や大学が毎年のように調査隊を派遣し、第2次世界大戦後も刊行が続けられた。こうして現在、ブィリーナの収録数は、およそ100の主題について2,000のテクストが知られている。
しかし、ブィリーナへの一般的感心が高まり、録音など採録の技術が進歩したのとは逆に、民衆の間での語りの伝統は衰微していった。1980年代までにはロシア全土でのフォークロアの一ジャンルとしてのブィリーナは死滅したとされる。

## ブィリーナの特徴

### 名称の由来
「ブィリーナ」という言葉は、12世紀ごろに成立した文学作品『イーゴリ軍記』に由来し、「あったこと、事実」という意味である。
口承による英雄叙事詩に「ブィリーナ」の名称を最初に使用したのは民俗学者のウラジーミル・ダーリ（1801年 - 1872年）であり、1830年代にイヴァン・サハロフ（1807年 - 1863年）がこの語を採用したことから、19世紀後半から定着した。
それまでは、ブィリーナだけでなく歴史歌謡も含む総称として、ロシア北部では「スターリナ」あるいは「スターリンカ」と呼ばれていた。
「ブィリーナ」の呼称には、このように昔話や架空の物語とは異なり、史実に基づいているという含意が込められている。これは、研究者たちがブィリーナを過去の実話だと考えたからではなく、当時の語り手と聴衆がそのように信じていたということを示している。

### 構成
ブィリーナは概ね「序詞―発端―本文―結句」という構成をとる。
序詞
導入部であり、ブィリーナの主題・内容とは無関係な自然描写や謎めいた警句などによって聴き手の注意を惹きつける目的で語られる。
発端
事件の起こる場所、主人公の出生地などが語られ、物語の出発点となる。
本文
物語の本筋が語られる。
結句
話の結末を述べるものだけでなく、本文と無関係なものもある。

### 言語的特徴
ブィリーナは語彙の面で多くの古語や方言を含み、接頭辞や接尾辞を駆使して、ロシア語特有の指小形、指大形、表愛形など情緒的喚起力の強い言葉を自在に作り出している。
句・節・文のレベルでは、常套的表現が多用される。例えば、「雄々しい若武者」、「老練の武者」、「心やさしいウラジーミル公」といった枕詞で、これらは語り手による違いがない。特定の比喩も多く、例えば、「イリヤ・ムーロメツは敵を、草を刈るように薙ぎ倒す」といったもので、傷つき倒れる戦士を刈り取られる穀物の束に喩えている。このほか戦争の場面では、敵軍を黒雲に、大軍の進行を川の流れに、都市を囲む大軍を春の水の氾濫に、戦場で流される血を川の水に、など一定の形式を有した比喩が見られる。
さらに、「作法にたがわず十字を切って/型どおり頭を下げて会釈をし」のような複数の行にまたがる決まり文句も好まれ、酒宴の場面、自慢話の場面、旅立ちの場面などに代表的に現れる。これはブィリーナの主要な様式のひとつであり、作品の大部分を構成している。
これらの常套形式は、一般的には暗誦を容易にするためのテクニックと説明される。つまり、語り手たちが師匠からブィリーナを習い受け継ぐ際に、これらの部分をキーポイントとして念入りに覚え、その他の部分を呼び出す手がかりとすることで長い内容の作品を覚え、よどみなく語ることを可能にしたのではないかと考えられている。しかしそれだけでなく、様式としての美的価値が認められる。
また、昔話によく見られるような、似通った状況や動作を3回反復する場面がしばしば現れる。これによって、節の展開が緩やかになり、聴衆に与える印象を強める効果がある。同時に、こうしたテンポの「ほどの良さ」が生活そのものによって要求されたものと考えられている。

### 史実との関係

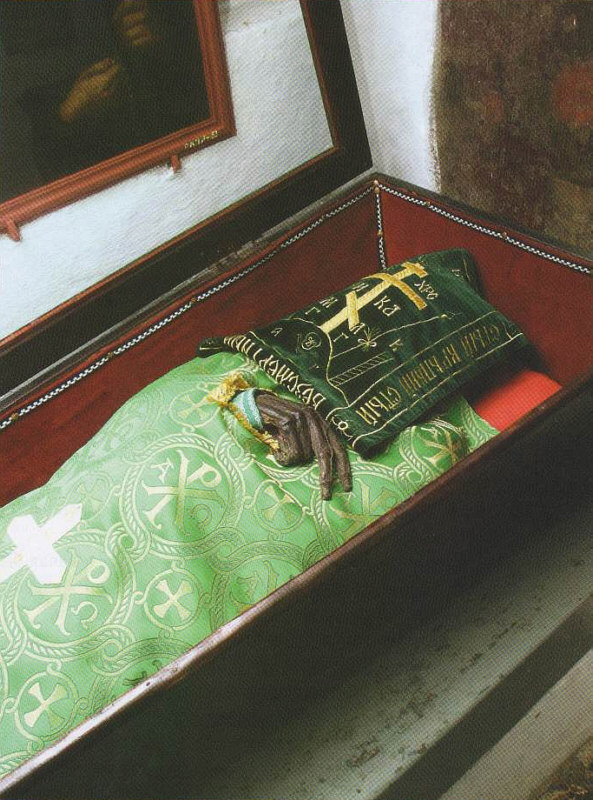
イリヤー・ムーロメツのものとされる遺骸。キエフ・ペチェールシク大修道院

ブィリーナで語られる地名の多くは実際の地名と一致し、登場人物や出来事を史実に結びつけることが可能な場合が多々ある。また、イリヤー・ムーロメツをはじめ、物語に登場する勇士たちは実在の人物として信じられていた。ブィリーナの研究家たちも、年代記などに現れる史料から、勇士たちを歴史上の人物に同定あるいはモデルとして当てはめようとする試みを繰り返してきた。このように、歴史上の事件や人物との関連を重視する傾向を持つ研究家は「歴史学派」と呼ばれる。その一方で、ブィリーナのテーマを民衆の一般的空想や世界観の表現としてとらえ、個々の「史実」にとらわれない見方も支持されている（#ブィリーナ研究の節も参照のこと）。

#### タタールについて
ブィリーナの成立時期については諸説あるが、概ね中世ロシアのキエフ大公国が勃興し全盛期を迎えたころ、およそ10世紀から12世紀であろうと考えられている。ところが、イリヤーたちブィリーナの主人公は、多くの作品でタタール（モンゴル帝国軍）と戦っている。歴史上、モンゴル軍がロシアに襲来するのは1236年であり、13世紀以降のことである。モンゴル軍以前のロシアの敵としては、ハザールやペチェネグ族、ポロヴェツ族などがあった。これについて、V.V.コージノフは次のように述べている。「ブィリーナでは、敵がタタールと呼ばれている場合が一番多いが、これは驚くべきことではない。昔の敵の名が変わることは、口承文芸に、ときには文献にも固有のことである」。
したがって、ブィリーナにおけるタタールは、異民族の総称に近い。

## 語りと語り手

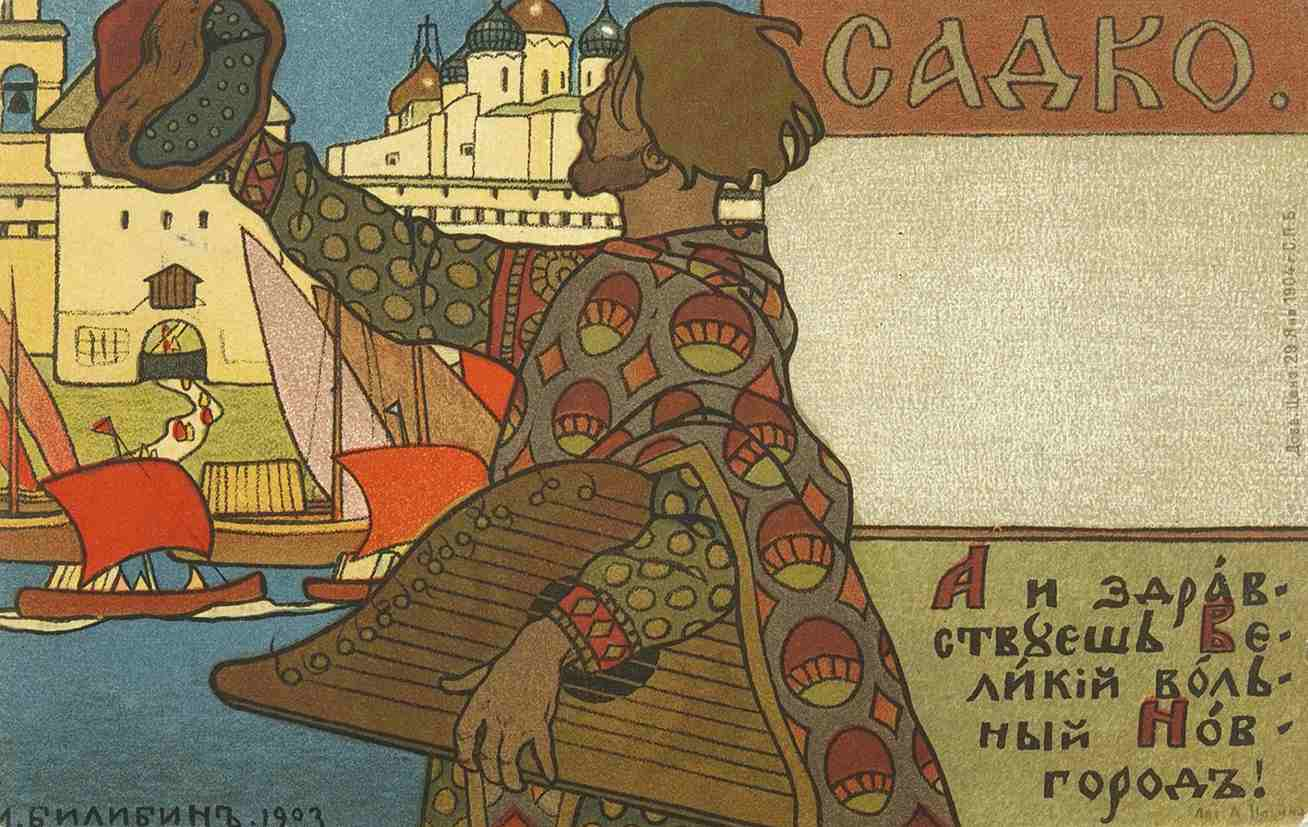
（兜型）グースリを携えたノヴゴロドの商人サトコ（イヴァン・ビリビン画、1903年）

### 形態

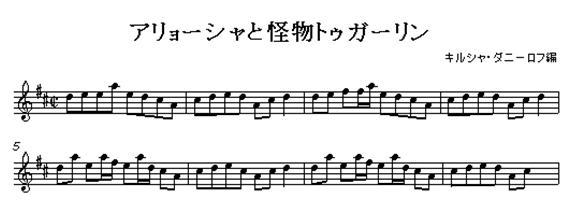
ブィリーナの節回し

ブィリーナのテクストは短いもので数十行、長いものでは500行 - 600行であり、演奏時間にすると数分から1時間半 - 2時間に及ぶ。その形態は、北ロシアやシベリアでは語り手は一人であり、まれに二人によって語られる場合がある。楽器の伴奏はないが、古くは多弦楽器のグースリを膝に乗せてつまびきながら語ったといわれている。ただし、ドン川下流域のコサック居留地では、ときとして集団によって斉唱され、ほとんど歌謡的な印象を与える。
北部の語り手たちは、各人がひとつかあるいは数種類の節回しを持っていて、語る内容によって各自が最適と考える節回しに乗せて歌うように語った。この節回しには明瞭なリズムが感じられるため、テクストとして記録する場合には行分けにする慣行が定着している。ロシアで出版されたブィリーナ集には、語りのメロディーを採譜して五線譜に書き表したものもあるが、実際の語りは日本の演歌でいう「小節（こぶし）」をきかせた独特のものであり、五線譜では表現しきれないものも含んでいる。
各語り手はそれぞれ独自の節回しを持つが、その種類はそれほど多くはなく、似通っている。これは、多くのブィリーナのテクストの各行が「強弱弱」格で終わるように韻律が守られていること、また、テクスト各行全体が「強弱」格または「強弱弱」格になっていることが理由である。

### 伝承者
すでに述べたように、18世紀以前にはスコモローフのような職業的芸能者がロシア全土でブィリーナを語っていたと考えられている。しかし、19世紀後半にルィブニコフが本格的に採録を始めた時期には、すでにブィリーナを語ることで生計を立てるものは存在しなかった。語り手は性別に関係なく、様々な職業を別に持っていた。彼らはブィリーナを吟じる才能によってある種の尊敬をかちえることはあっても、語りによって報酬や金銭を受け取ることはまれであった。
ソビエト連邦時代の研究者、アンナ・アスターホワによれば、ブィリーナの語り手（ロシア語では「スカジーチェリ」）は次に3つのタイプに分類される。
継承型
19世紀後半にオネガ地方を回ってブィリーナを採録したアレクサンドル・ギリフェルジングは、「それぞれの語り手たちは、自分が聞いたままにブィリーナを語らなければならないと考えているし、聴き手たちも前と同じように語られることで大いに満足している」と述べている。
オネガ湖キジ島のリャビーニン家が代表的である。初代のトロフィム・グリゴーリエヴィチ・リャビーニン（1793年?-1885年）は、19世紀のブィリーナ語りの第一人者とみなされている。トロフィムは計26種類の作品を語ることができたといわれ、彼からルィブニコフが18編、ギリフェルジングが23編のブィリーナを採録している（二人の採録内容には重複がある）。トロフィムの息子のイヴァン・トロフィモヴィチ・リャビーニン（1844年-?）をはじめ、リャビーニン家では5代にわたって優れた語り手を輩出した。彼らのテクストの比較によって、トロフィムが確立した形式が忠実に継承されていることが判明している。もっとも、トロフィム自身は何人かの師から語りを学んで独自のヴァージョンを作り上げており、創作型にも属している。
創作型
20世紀の語り手、白海沿岸地方出身のマルファ・クリューコワは1930年代にソビエト作家同盟に迎えられ、レーニンの生涯やモスクワの地下鉄建設を主題として称えるブィリーナ作品を創作している。このほか、ペトロザヴォーツクのアンナ・パシコーワや前述のトロフィム・リャビーニンもこの型に含まれる。
即興型
アグラフェーナ・クリューコワとその娘マルファ・クリューコワ（前述）。クリューコワの家系はマルファの父方の祖父、大伯父以来3代にわたって語り手がつづいた。アグラフェーナとマルファはブィリーナ以外にも昔話や民謡などのフォークロアに通暁しており、そのときどきの状況に応じて絶えず即興を交えるため、同じテーマのブィリーナでも語るたびにテクストが異なった。

## ブィリーナの分布圏

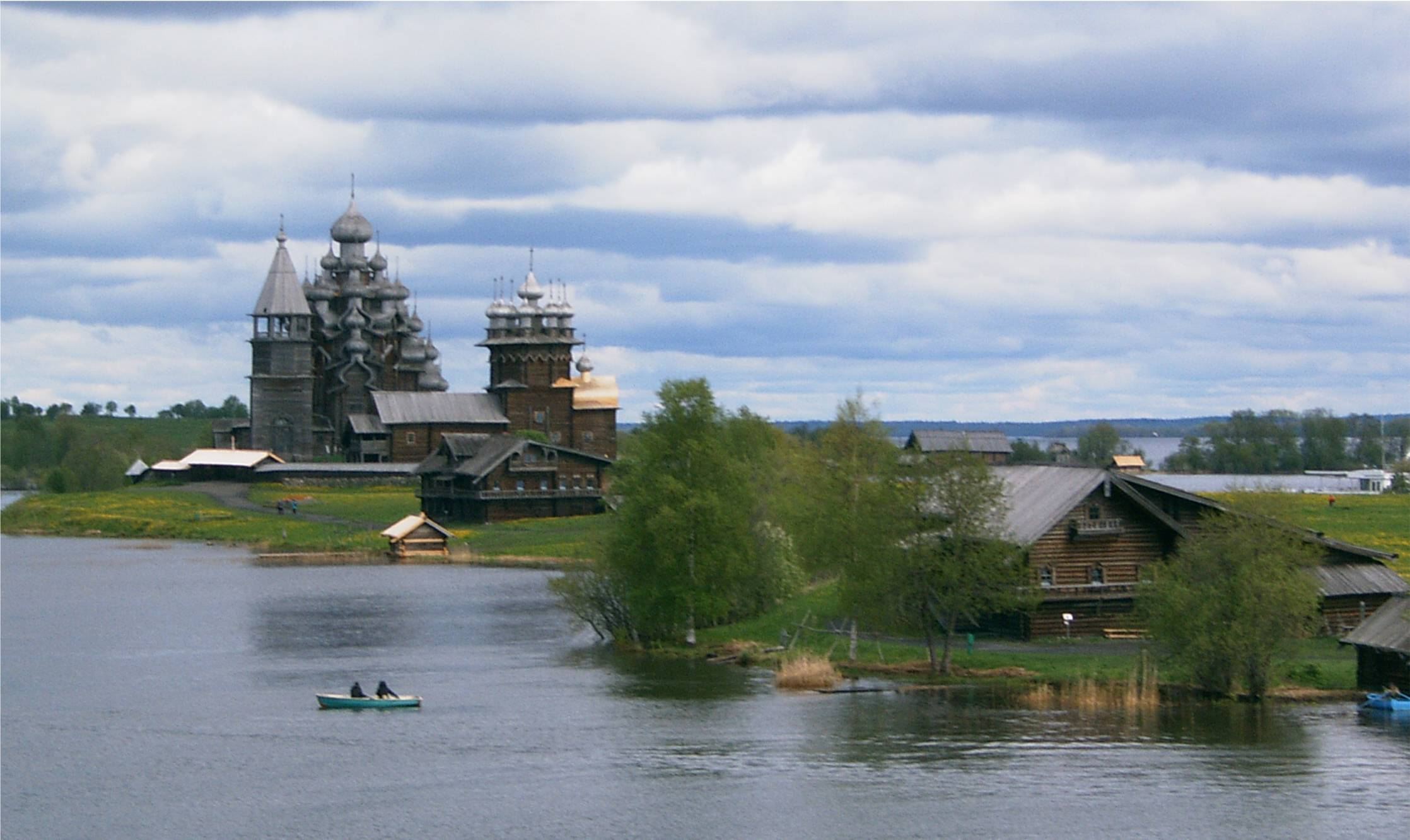
ブィリーナの語り手として代表的なリャビーニン家が住んだオネガ湖キジ島の景色。

ブィリーナの勇士たちは、ロシア民族の歴史と運命と関わる国の防人として、かつてはロシアの至るところで語られてきたと研究者たちは推測している。すでに述べたように、これらのブィリーナの伝達者あるいは作者と考えられているのはスコモローフと呼ばれる民衆的な芸人であった。16世紀のイヴァン4世（イワン雷帝）はブィリーナ語りを側近に置き、夜ごと勇士たちの物語を聞くのを楽しみにしていたという。
しかし、18世紀から19世紀に至り、かつてウラジーミル公が首都を置いたキエフを中心とするウクライナや中央ロシアではブィリーナの口承は途絶えた。ウクライナでの口承が消滅したのは、16世紀ごろに新たに発生した叙事的ジャンルである「ドゥーマ (叙事詩)」によって駆逐されたためと一般的に考えられている。
現代まで生き残っていた口承の大部分は北部ロシアであり、とくにすぐれた語り手を輩出したのはオネガ湖周辺であった。オネガ湖に次いでは白海沿岸地方、ピネガ川、メゼニ川、ペチョラ川などの大河流域に多くのブィリーナが残っていた。北ロシア以外では、シベリア、ドン川下流域で伝承されていた。
なぜこうした分布になったかの原因は明らかになっていないが、以下の節に挙げるような理由が考えられている。このほか、近年では「民族的自覚説」が主張されている。これは、他民族・他人種と接触することで、交流や抗争のなかでロシア民族の固有性を示すために自覚的にブィリーナが語られたというものである。

### 北ロシア
16世紀からおよそ200年間、北ロシアはモスクワやノヴゴロドと西ヨーロッパ諸国を結ぶ交易路に当たっていた。ピョートル1世のバルト海進出によって北ロシアは商業的意義を失って衰退するが、かつて高い水準を誇った文化的伝統への執着がブィリーナを継承させたのではないかと考えられている。また、この時代はスコモローフの活動の最盛期とも重なっていた。スコモローフたちは、17世紀後半からは教会だけでなく政府からも迫害を受けて北ロシアの森の中に定住し、このために彼らのレパートリーの中のブィリーナが集中的に残ったと見られる。
また、ウクライナや中央ロシアでは農業が主体で家族単位の作業が中心であったのに対して、北ロシアでは漁業や林業が大きな比重を占め、集団労働が営まれたこともブィリーナの保存に適していたという指摘がある。夏期の漁業や冬期の森林伐採のために、成人男子は多人数グループによる共同作業に従事した。その際、悪天候や冬の夜長の退屈しのぎとしてブィリーナはふさわしく、こうした集団生活のなかで、ブィリーナを語り、楽しむ伝統が生き残ったのではないかという。事実、アルテリと呼ばれる作業グループのなかで、ブィリーナを語る成員が労働ノルマを軽減あるいは免除された例が知られている。19世紀に名を知られたブィリーナ語りは、青年時代にこうした漁撈や木材伐採のアルテリに加わり、飯場での寝起きや漁網の繕いなどの折りに先輩の語り手からブィリーナを聞き覚えていた。
さらに、北ロシアの農民は自作農が多く、ウクライナや中央ロシアのように農奴として地主に隷属することが少なかったことから、自主独立の気概に富んでいたことを指摘する研究者もある。19世紀にブィリーナを採録するために北ロシアを回った研究者たちは、北ロシアの民衆の「詩的な気質」を強調している。

### シベリア
シベリアは北ロシアに次ぐブィリーナの第二の宝庫であった。ロシア人がシベリアに進出するのは16世紀末からであるが、囚人の流刑先としてだけでなく、自由民による植民も行われた。17世紀の後半からは、主流派ロシア正教会から追放された旧教徒、すなわち正教の古儀式派の信徒が政府の弾圧を逃れるためにシベリアに移住するものが多くなった。彼らは父祖伝来のブィリーナを忠実に伝承した。

### 南ロシア
ドン川下流域、北カフカース、ウラルなどに本拠を置くコサック（カザーク）にもブィリーナが伝承されていた。15世紀後半よりコサックは中央ロシアから辺境へと逃亡を始め、その過程で次第に中央政府の支配に組み入れられていったものの、独自の気風を長く保ち、民謡や昔話と並んでブィリーナも彼らのフォークロアの中に保たれた。
とはいえ、コサックの伝承するブィリーナは変形されていた（#形態の節を参照のこと）。

## ブィリーナ研究
ブィリーナ研究は19世紀以降のロシアフォークロア研究の一環としてすすめられている。

### 19世紀
19世紀の研究では、ブィリーナの成り立ちに関して概ね以下の3つの代表的潮流が存在した。
神話学派
叙事詩成立の淵源を全インド・ヨーロッパ語族に共通した古代神話に求める学派。ブィリーナに歌われる主人公は、なんらかの神性を備えているとする。アレクサンドル・アファナーシェフ、F.I.ブスラーエフ、O.F.ミーレルら。
借用派
借用・伝来学派とも。ブィリーナはロシアのオリジナルではなく、西ヨーロッパやビザンツを含む東方諸国の叙事詩のテーマの影響ないし借用によって形成されたとする。A.N.ヴェセロフスキー、ウラディーミル・スターソフ、M.E.バランスキー、G.N.ポターニンら。
歴史学派
ブィリーナのなかに歴史的事実、とりわけ古代ロシアの歴史的諸事件が反映されているとする。V.F.ミーレル、A.V.マルコフ、S.K.シャンビナーゴ、ソコロフ兄弟ら。ただし、成立時期については学派内でも意見が分かれ、彼らのうち、ミーレルやマルコフは10世紀ごろの成立とし、シャンビナーゴらは16-17世紀とした。

### ソビエト時代 - 現代
ロシア革命以降、ブィリーナ研究は歴史学派の流れを汲むものが主流となった。19世紀の歴史学派、V.F.ミーレルらがブィリーナは社会の上層階級によって生み出され、支配者に対する頌歌が民衆に普及していったと考えたのに対し、ソビエト時代のB.A.ルィバコフ、D.リハチョフらは、ブィリーナは民衆のなかから生まれてきたと主張した。一方、ブィリーナの大部分は原始共同体の時代に神話的怪物との闘争をうたったものとして成立しているとして、歴史的事実との関連をさほど重視しないV.Ya.プロップやB.N.プチーロフらの研究者もあり、彼らは「原始詩派」と呼ばれた。
また、ソビエト時代には、ブィリーナ研究でロシア正教を扱うことは一種のタブーだったとされる。
こうした流れから1940年代からの一時期、ブィリーナは農村の農民によって作られたという説が流布した。当時著名だったブィリーナ伝承者P.I.リャビーニン＝アンドレイエフ（#伝承者で述べたトロフィム・リャビーニンの曾孫に当たる）は、ヨシフ・スターリンやチャパーエフらを主人公にしてブィリーナを語り、これこそが語り手が伝承だけでなく作り手でもある証拠だとされたのである。しかし、その後ブィリーナは都市において都市に住む人間によって作られたという考えが主流となり、現在に至っている。
ソビエト崩壊後、採録集の再版やこれまで採録されながら未刊行だったテクストの出版の動きが生じるなかで、ロシア革命以前の研究が見直されつつある。とりわけ借用・伝来学派の仮説の再評価が見られる。

## ブィリーナの主人公たち
ここでは、日本のロシア文学・文化研究家である中村喜和の著作にしたがって以下の4分類とした。

### 太古の勇士たち

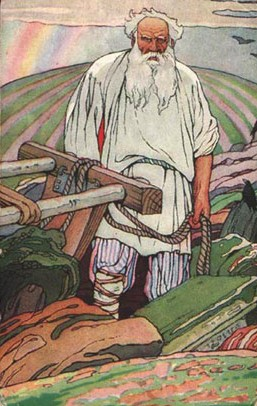
マトリン・ワシリエヴィチの絵葉書に描かれたミクーラ

キエフのウラジーミル公以前の時代の存在と考えられている登場人物たちを挙げる。
スヴャトゴール
スヴャトゴールはロシア語で「聖なる山」という意味。計り知れない力の持ち主だが、その力を発揮する場所を得ないまま、姿を消す。イリヤー・ムーロメツの物語に登場し、スヴャトゴールの死によってその力がイリヤーに受け継がれるという役割から、キエフ国家成立以前に存在した英雄叙事詩の名残をとどめたもの、もしくは神話の断片かもしれないという説がある一方、採録時期と地域に着目して、北ロシアで19世紀に書き留められた作品にしか現れないため16世紀から17世紀にかけてのモスクワ大公国時代の成立であろうとする見解が対立している。
ヴォルフ
ヴォルフは「魔法使い」「呪術者」を示すロシア語に通じている。蛇と人間の女性の子とされ、鳥や獣に変身する能力を持つため、ロシアの多くの研究家からブィリーナとして最も古い作品だろうと推測されている。下記「ヴォリガーとミクーラ」に登場するヴォリガーも同じ変身能力を持っており、同一人物と考えられている。
ヴォルフはキエフの勇者で敵国を攻め、勝利する。歴史学派はヴォルフのモデルとして、10世紀初めに東ローマ帝国に遠征してギリシャ軍を破ったオレグ公に同定している。また、フセスラヴィエヴィチという父称から、ポロツク公フセスラフ（?-1101年）との関連を指摘する説もある。フセスラフは人狼伝説との関わりでも知られる。
ヴォリガーとミクーラ
ヴォリガーは変身能力を持ち、前述のヴォルフと同一人物と考えられている。ミクーラは、ニコラまたはニコライの別形であり、聖人ニコライがイメージされている。このため、ヴォリガーとその部下たちは農民のミクーラにまったく歯が立たない。

### キエフの勇士たち

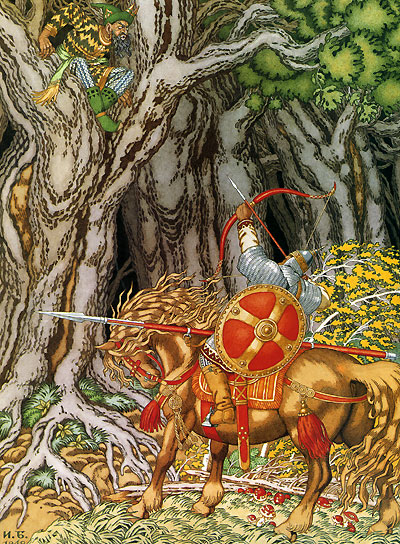
イヴァン・ビリビン画「イリヤー・ムーロメツと追い剥ぎソロヴェイ」

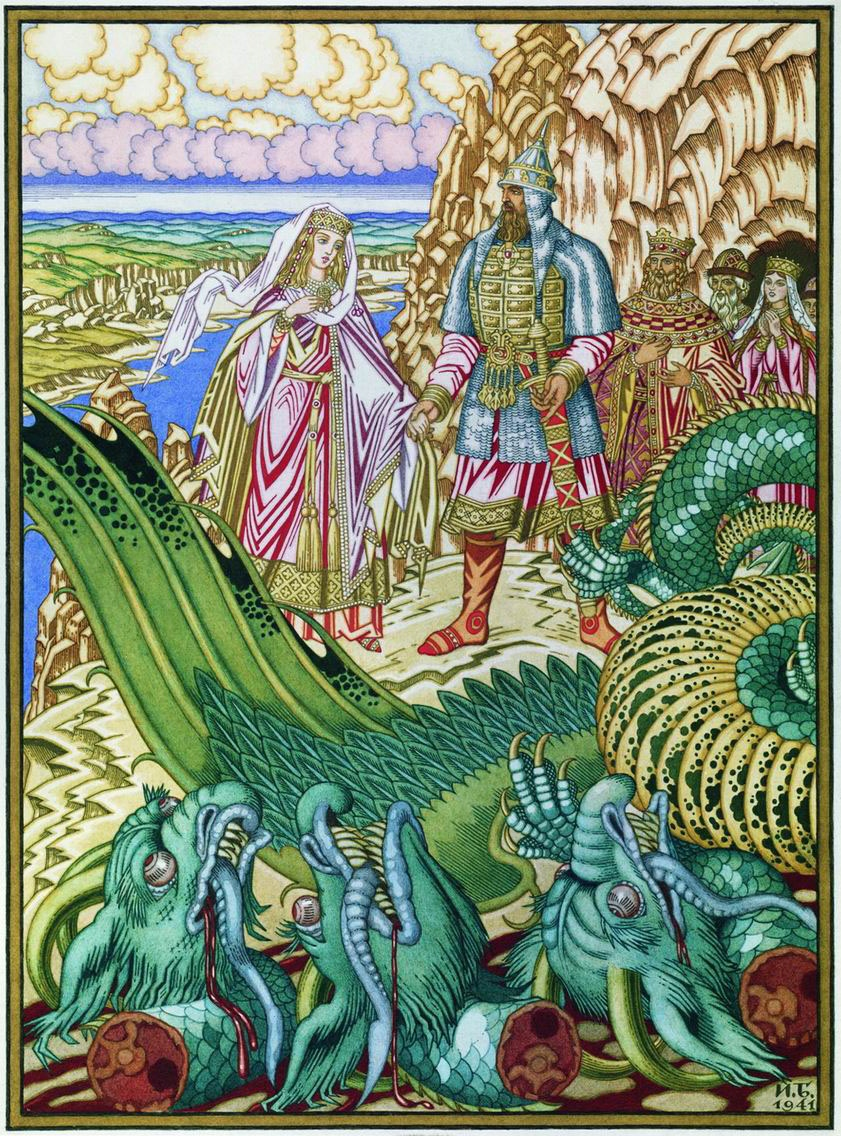
イヴァン・ビリビン画「大蛇ゴルィニシチェからザバーヴシカ（ウラジーミル公の姪）を助け出すドブルィニャ・ニキーティチ」

イリヤー・ムーロメツをはじめ、多くのブィリーナ作品の主人公は、キエフのウラジーミル公に仕えて活躍する勇者である。これらのブィリーナは「キエフ圏ブィリーナ」と総称される。ウラジーミル公はキエフの支配者であり、「太陽公」と呼ばれるが、ブィリーナ中での役割は、ほとんどが酒宴の主催者である。また、「やさしき君主」、「尊き君主」である一方、敵が攻めてくるとどう対処してよいかわからない無能な支配者としても描かれている。
イリヤー・ムーロメツ
ロシアでもっともよく知られた英雄で、ブィリーナでうたわれた勇士の第一人者。「イリヤーの病が癒える」、「イリヤーと追い剥ぎソロヴェイ（うぐいす丸）」、「イリヤーとカーリン帝」、「イリヤーと邪教徒イードリシチェ」、「イリヤーの三つの旅」、「イリヤーと息子の戦い」などの物語が伝わっており、とりわけ「イリヤーと追い剥ぎソロヴェイ」は、しばしば民衆版画の題材ともなった。ムーロメツとは、ヴラジーミル州、ヴォルガ川の支流オカ川沿岸の都市ムーロムにちなむ。
ロシア正教会の暦では12月19日、12世紀の聖人としてイリヤー・ムーロメツの名があり、キエフ・ペチェールシク大修道院の地下洞窟には、イリヤーの棺が安置されていた。また、13世紀ドイツやノルウェーの叙事詩に「ロシアのイリヤー」の名が現れるという。このため、多くの研究家はイリヤーが実在したと考えている。しかし、歴史資料にはイリヤーの記述は見られず、12世紀の人物とは断定できない。
ドブルィニャ・ニキーティチ
キエフのウラジーミル公に仕える勇者の一人で、イリヤー・ムーロメツに次ぐ英雄。「ドブルィニャ」の語源は、「善良、美しさ、偉大さ」という意味であり、「ニキーティチ」は「栄光の、輝かしい」という意味のギリシャ語が語根である。
「ドブルィニャとアリョーシャ」は、ブィリーナの分布圏すべての地方で歌われていたもっとも有名なストーリーであり、100以上のテクストがある。物語は、ドブルィニャが旅に出た留守中、アリョーシャ・ポポーヴィチ（下記参照）がドブルィニャが死んだという情報をもたらしてドブルィニャの妻に結婚を迫るが、そこへドブルィニャが帰還してアリョーシャを懲らしめるというもの。帰ってきたドブルィニャがスコモローフに変装し、グースリを弾きながら歌って満座の称賛を浴びる場面があることから、スコモローフのレパートリーに早くから入っていたと推測される。
原初年代記では、ウラジーミル1世の母マルーシャの兄、つまりウラジーミル公の伯父にドブルィニャの名があり、ノヴゴロドの長官として支配した一族の始祖にあたるとされる。この歴史上のドブルィニャは、ウラジーミル1世の宗教政策を積極的に推進した人物であり、ブィリーナ「ドブルィニャと翼をもつ蛇（ドラゴン）」においてドブルィニャが大蛇と戦う物語は、キリスト教導入に対する異教の抵抗の強さを反映したものという解釈がある。一方で、年代記には7人のドブルィニャが登場しており、モデルを他に求めようとする試みも続けられている。
アリョーシャ・ポポーヴィチ
イリヤー、ドブルィニャに次ぐブィリーナ第3の勇士。しかしながら粗暴・好色な面を持ち、上記「ドブルィニャとアリョーシャ」のようにあまり芳しくない脇役を演じることもある。
アリョーシャはアレクサンドルの愛称であり、ポポーヴィチは「司祭の息子」という意味。キエフ・ルーシの時代にアレクサンドルの名で年代記に登場する何人かの勇士が原型だと考えられている。とりわけ1223年、カールカ河畔でタタール軍との戦闘で戦死したアレクサンドル・ポポーヴィチに同定する見解が有力である。トヴェリ年代記によれば、アレクサンドルはウラジーミル大公フセヴォロド3世に仕え、後にその息子コンスタンチンに仕えた。
また、「アリョーシャとトゥガーリン」においてアリョーシャが戦う怪物トゥガーリンは、1096年にキエフ近郊でロシア軍との戦いで死んだポロヴェツ族の長トゥゴルカンの名がなまったものとする見方が一般的である。

### ノヴゴロドの英雄たち

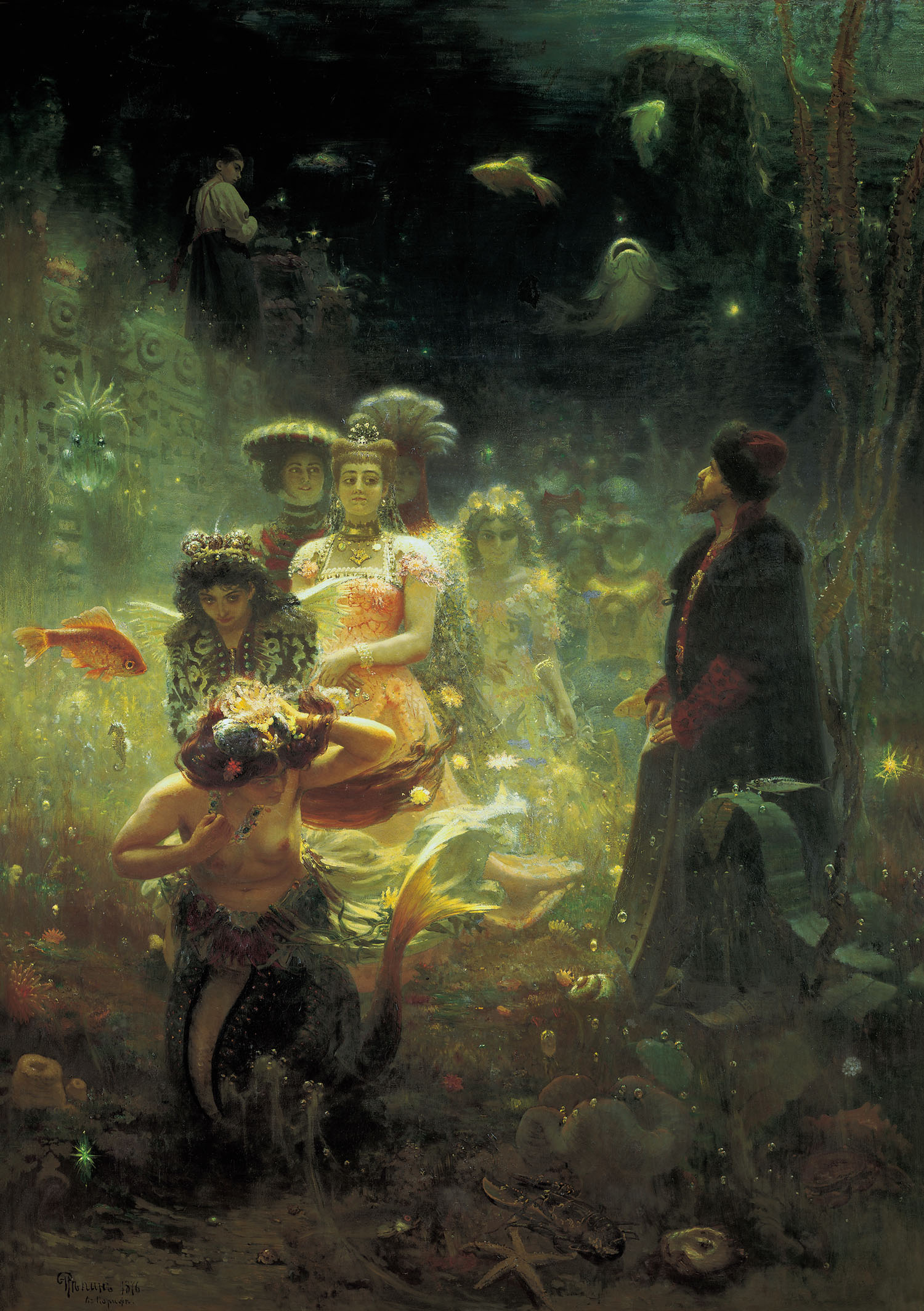
イリヤ・レーピン画「水の下の王国のサトコ」。1876年、サンクトペテルブルク、ロシア美術館

サトコを初めとしてノヴゴロドを舞台とするブィリーナ群を「ノヴゴロド圏ブィリーナ」と呼ぶ。英雄叙事詩といわれるブィリーナだが、「ノヴゴロド圏ブィリーナ」では支配者としての公が登場せず、戦いの場面もないことで異彩を放っている。
このことは、ノヴゴロドの歴史に照らして、モンゴルの襲撃を受けなかったことや12世紀初頭に自由都市として民会式共和制をとっていたことと関連があると見られる。
商人サトコ
サトコー、サドコとも。サトコは貧しいグースリ弾きだったが、海王の力で巨万の富を得るという物語である。町の実力者として公でなく、商人や修道院長が登場することで、商業都市ノウゴロドの雰囲気がよく現れている。
ノヴゴロド年代記の1167年の項にソドコ・スィチニツという人物がこの町に石の教会を建立したという記述があり、このソドコがサトコの原型とする説が19世紀以降有力である。しかし、物語のテーマからして、11世紀以前に成立していたと見る研究者もある。また、海王の形象に着目し、バルト海沿岸の先住民族であるフィン人の叙事詩「カレワラ」の影響があるとする見解もある。
19世紀、ニコライ・リムスキー＝コルサコフがこの物語に基づいてオペラを作曲し、1898年に初演した。
無法者ワシーリィ
ワシーリィ・ブスラーエフとその仲間はノヴゴロドの町を揺るがす大規模な喧嘩騒ぎを起こし、市民たちを屈服させる。その後、船で聖地巡礼の旅に出発するが、ワシーリィは立ち寄った先々で禁じられている行為をあえて犯し、そのためについに身を滅ぼす。
ノヴゴロドの年代記1171年の項に「市長ワーシカ・ブスラーエフ」（ワーシカはワシーリィの卑称）の名が登場するが、本作の主人公との関係は明らかでない。船に乗って聖地巡礼に出るというモチーフは「ノヴゴロド圏ブィリーナ」特有のもの。ノヴゴロドの河船武装集団ウシクイニキの伝統から生まれたものと考えられている。12世紀、40人の巡礼団がノヴゴロドからエルサレムまで旅をしたという記録が年代記にあり、これと同様のモチーフのブィリーナがほかにもある。

### 勇士群像

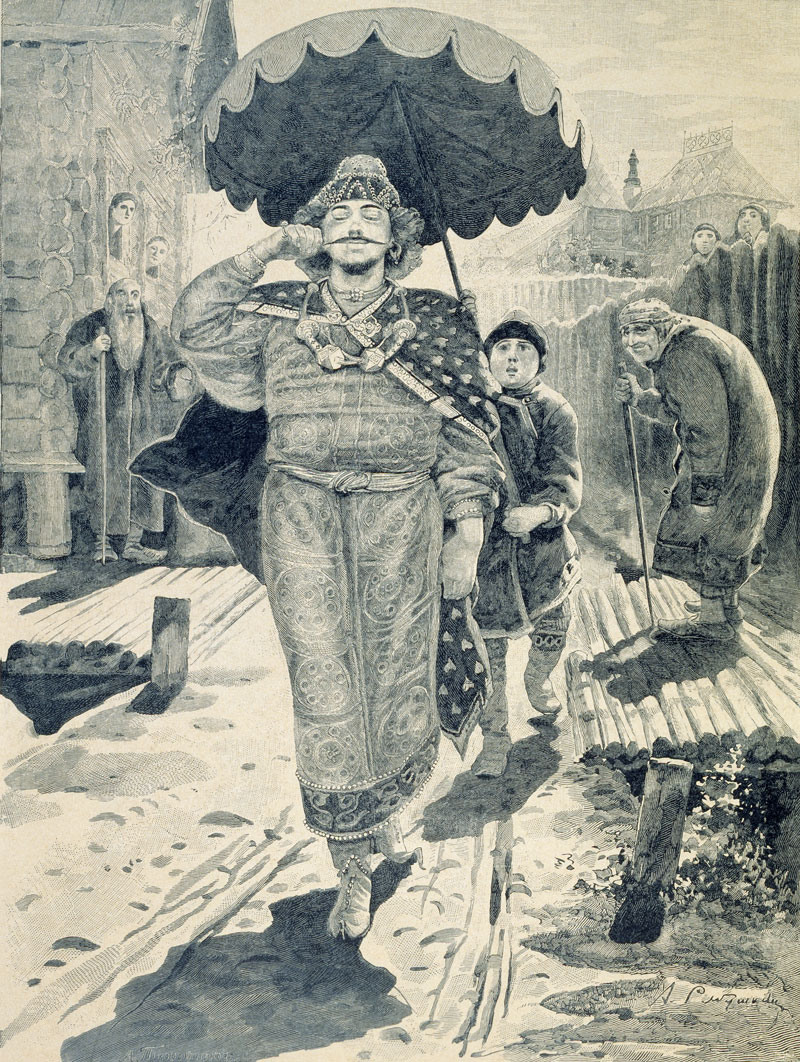
アンドレイ・リャブシキン画「チュリーラ・プレンコヴィチ」。1895年

ここに分類される主人公のほとんどはキエフのウラジーミル公をめぐる勇士たちである。
チュリーラ
富豪の息子。ウラジーミル公に謁見して、その伊達男ぶりを大いに発揮する。しかし、公の妃までがチュリーラに魅せられてしまったため、ウラジーミル公はチュリーラを怖れて放免する。15-16世紀のモスクワ貴族の邸宅を思わせる描写から、かなり後代の成立と考えられている。
デューク
ヴォルィーニ公国の公子。ウラジーミル公に謁見したときに、主人公に対抗するのが上記のチュリーラであるが、デュークはチュリーラ以上の勢威を見せつける。このブィリーナは80以上のテクストが知られており、もっとも人気の高い作品のひとつである。
上記チュリーラのブィリーナからの影響を受けたとすれば、16-17世紀の成立ということになるが、ビザンツ文化の影響を受けてハールィチ・ヴォルィーニ大公国で作られたとすれば、12-13世紀の成立ということも考えられる。
ソロヴェイ
イリヤー・ムーロメツに退治される盗賊と同じ名前だが、他に共通点はない。ソロヴェイがウラジーミル公の姪、ザバーヴシカと結婚する物語が伝えられている。キエフ・ルーシ時代の成立と見られ、ソビエトの研究者ルィバコフは、『イーゴリ軍記』の作者になぞらえられる詩人ボヤンの手による作品ではないかと推測している。

## 関連項目

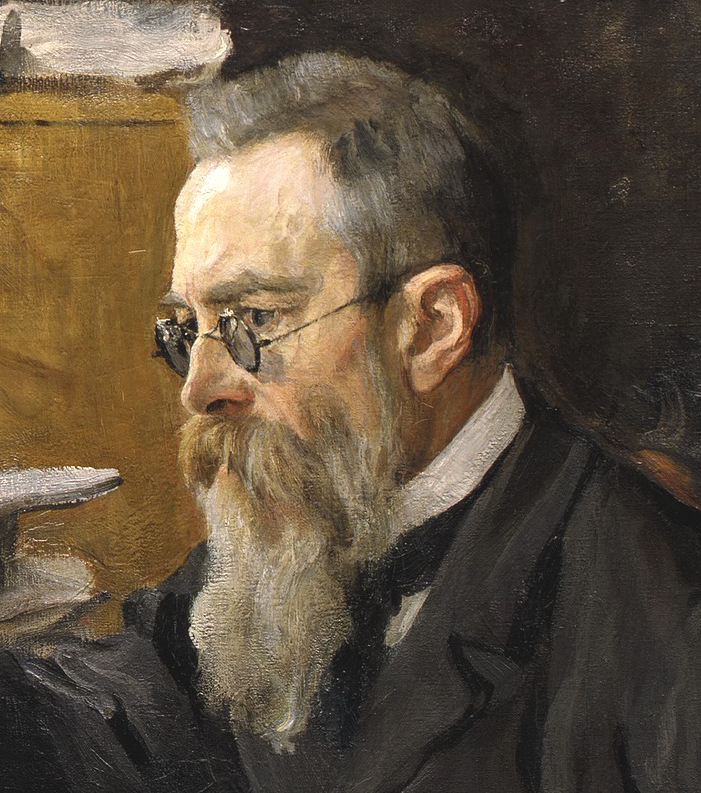
「サトコ」をオペラ化したリムスキー＝コルサコフ。ヴァレンティン・セローフ画（細部）

### ブィリーナを題材にした芸術家・芸術作品

#### 音楽
- カッテリーノ・カヴォス（1775年 - 1840年）：オペラ『ドブルィニャ・ニキーティチ』（1818年）。カヴォスはベネツィア生まれのロシアの作曲家。イタリアやフランスのオペラが支配的だったサンクトペテルブルクの音楽界に、ロシアの国民的題材に基づく作品をもたらした。『ドブルィニャ・ニキーティチ』はF. アントリーニとの共作。
- ニコライ・リムスキー＝コルサコフ（1844年 - 1908年）：初期の作品に音画「ブィリーナ『サトコ』よりのエピソード」（作品5）があり、リムスキー＝コルサコフはのちにこの楽想を転用して歌劇『サトコ』を作曲した。この作品では、キルシャ・ダニーロフの『古代ロシア詩集』（1804年出版）に採譜されたブィリーナの節回しが採用されている[10]。
- セルゲイ・リャプノフ（1859年 - 1924年）：12の超絶技巧練習曲。第8曲に「ブィリーナ」のタイトルが冠されている。
- ヴァシリー・カリンニコフ（1866年 - 1901年）：序曲『ブィリーナ』（1892年ごろ）。
- レインゴリト・グリエール（1875年 - 1956年）：交響曲第3番「イリヤー・ムーロメツ」。ブィリーナの英雄イリヤー・ムーロメツの物語を主題にした標題交響曲。

#### 絵画
- イリヤ・レーピン（1844年 - 1930年）：ウクライナ生まれのロシアの画家・彫刻家。
- ヴィクトル・ヴァスネツォフ（1848年 - 1926年）：ロシアの画家。ブィリーナを題材にして多くの作品を残している。
- ニコライ・リョーリフ（1874年 - 1947年）：ロシアの画家。ドイツ系であり、ニコライ・レーリヒとも。
- イヴァン・ビリビン（1876年 - 1942年）：ロシアのイラストレーター。ブィリーナを題材にした挿絵で名声を得た。

### その他
- 口承文学
- スラヴ神話
- カレワラ：フィンランドに伝わる口承叙事詩。ノヴゴロドを舞台としたブィリーナとの関連が指摘されている。